# Elisabeth Eberl
Elisabeth Eberl (Graz, 25 marzo 1988) è una giavellottista austriaca.

## Palmarès
| Anno | Manifestazione   | Sede      | Evento                 | Risultato | Prestazione | Note                                     |
| ---- | ---------------- | --------- | ---------------------- | --------- | ----------- | ---------------------------------------- |
| 2005 | Mondiali allievi | Marrakech | Lancio del giavellotto | 15ª       | 44,47 m     |                                          |
| 2007 | Europei juniores | Hengelo   | Lancio del giavellotto | 13ª       | 47,46 m     |                                          |
| 2009 | Europei U23      | Kaunas    | Lancio del giavellotto | 10ª       | 50,52 m     |                                          |
| 2009 | Universiadi      | Belgrado  | Lancio del giavellotto | 11ª       | 52,35 m     |                                          |
| 2011 | Mondiali         | Taegu     | Lancio del giavellotto | 24ª (q)   | 56,48 m     |                                          |
| 2012 | Giochi olimpici  | Londra    | Lancio del giavellotto | 17ª (q)   | 59,23 m     |                                          |
| 2013 | Universiadi      | Kazan'    | Lancio del giavellotto | Bronzo    | 55,02 m     | Miglior prestazione personale stagionale |
| 2014 | Europei          | Zurigo    | Lancio del giavellotto | 17ª (q)   | 54,41 m     |                                          |
| 2015 | Giochi europei   | Baku      | A squadre              | Argento   | 460 p.      |                                          |